# 里卡多·塞爾維
里卡多·塞爾維（義大利語：Riccardo Cervi，1991年6月19日—），意大利籃球運動員，現在效力於意大利籃球聯賽球隊雷吉奧籃球俱樂部。他也代表意大利國家籃球隊參賽。